# Malaysia Open 1937
Die Malaysia Open 1937 im Badminton fanden vom 4. bis zum 7. Dezember 1937 im Happy World Stadium in Singapur statt. Sie waren die Premierenauflage dieses Championats. Im Halbfinale des Herreneinzels kam der spätere Sieger A. S. Samuel kampflos gegen Tan Kon Leong weiter, und Seah Eng Hee besiegte S. A. Durai mit 15-12 und 15-2.

## Finalresultate
| Disziplin    | Sieger                             | Finalist                         | Ergebnis            |
| ------------ | ---------------------------------- | -------------------------------- | ------------------- |
| Herreneinzel | A. S. Samuel                       | Seah Eng Hee                     | 15–1, 13–18, 18–13  |
| Dameneinzel  | Alice Pennefather                  | Lee Chee Neo                     | 6–11, 11–4, 11–8    |
| Herrendoppel | A. S. Samuel Chan Kon Leong        | Wong Peng Soon Chan Chim Bock    | 20–23, 21–18, 21–15 |
| Damendoppel  | Alice Pennefather Chionh Hiok Chor | Lee Chee Neo Lee Kim Leo         | 14–18, 15–5, 15–9   |
| Mixed        | Wong Peng Soon Waileen Wong        | Koh Keng Siang Alice Pennefather | 21–11, 21–12        |